# Racotis illustrata
Racotis illustrata là một loài bướm đêm trong họ Geometridae.